# Augusto Laranja
Augusto Laranja (* 15. April 1992) ist ein ehemaliger brasilianischer Tennisspieler.

## Karriere
Laranja spielte bis 2010 einige Matches auf der ITF Junior Tour, wo er mit Rang 83 seine beste Platzierung erreichte, und 2010 an einem Grand-Slam-Turnier, den US Open, teilnahm.
Nachdem er während seiner Zeit als Juniorenspieler auch schon einige Matches bei den Profis absolvierte und sich in der Tennisweltrangliste platzieren konnte, schaffte er von 2011 bis 2014 im Einzel und Doppel jeweils das Jahr innerhalb der Top 800 der Welt abzuschließen. Dabei spielte er fast ausschließlich auf der ITF Future Tour oder der ATP Challenger Tour. Er schaffte keinen Turniersieg im Einzel und nur wenige Matchgewinne bei Challengers; im Doppel kam er auf zwei Turniersiege bei Futures und zog einmal – in Rio Quente – in ein Challenger-Halbfinale ein. Seinen einzigen Auftritt auf der ATP World Tour hatte er im Februar 2011 in Costa do Sauípe, wo er mit einer Wildcard im Doppel in der ersten Runde unterlag. 2012 mit Rang 584 im Einzel und 2013 mit Rang 327 im Doppel erreichte er jeweils seine beste Position. Ab 2015 nahm er noch sporadisch an Turnieren in seiner Heimat teil, zuletzt 2018.